# Revuelta de los sangleyes (1603)
La rebelión de los sangleyes de 1603 fue un levantamiento de la comunidad china de Manila contra la Capitanía General de Filipinas, con objeto de capturar la ciudad. Desencadenada por tensiones culturales y políticas, fue sofocada con dureza por un contingente español ayudado por mercenarios japoneses y aliados filipinos.

## Antecedentes
La población china estaba legalmente limitada a 6000 ciudadanos en un distrito fuera de la ciudad, aunque ya hacía tiempo que habían doblado esa cifra sin que hubiera respuestas oficiales. Su gran número e influencia sobre el mercado de la ciudad, así como la conservación de su religión y rasgos culturales en una ciudad de autoridades eminentemente cristianas, eran un caldo de cultivo para la descofianza.
La situación no mejoró después de que el gobernador Gómez Pérez das Mariñas, que había permitido a los chinos conservar sus celebraciones religiosas, resultase muerto en una rebelión de remeros chinos durante una expedición contra los musulmanes en octubre de 1593. El hijo del fallecido, Luis, solicitó a los gobernantes de la dinastía Ming que se encargasen de sus compatriotas, pero la flota que los Ming enviaron sólo levantó sospechas de que los chinos planeaban invadir Filipinas, probablemente con ayuda de los pobladores locales. En 1603, una visita de tres mandarines que decían buscar oro en Luzón no contribuyó a disiparlas.

## Rebelión
Los hechos exactos del levantamiento son confusos y varían profundamente según las fuentes, pero se colige que una parte de la población china se alzó en armas, abatió a Luis Pérez y a sus soldados en un primer encuentro y sitió la ciudad con torres de asedio. Una fuerza hispana, japonesa y filipina salió entonces de la ciudad, derrotó a los sitiadores y les persiguió hasta una zona muy lejos de la urbe, infligiendo un gran castigo.
Se ha mantenido tradicionalmente que los hispanos y sus aliados perpetraron una masacre de 15.000-30.000 chinos, pero autores posteriores han puesto tales cifras en duda, notando que la población china al completo no debía de superar por gran margen los 12.000 y que una parte de ella, encabezada por su representante cristiano Juan Bautista de la Vera, no participó en la revuelta, sino que se opuso. El vital comercio con China no se interrumpió por este incidente, aunque una nueva rebelión de sangleyes se daría en 1639, también sofocada, siendo los chinos llevados a San Nicolás y a Binondo.